# Жоронка
Жоронка (устар. Журуко; кабард.-черк. Жыгзакъуэпс) — река в России, протекает по территории Кабардино-Балкарии, Северной Осетии и Ингушетии. Устье реки находится в 25 км по правому берегу реки Курп. Длина реки — 21 км, площадь водосборного бассейна — 163 км².

## Данные водного реестра
По данным государственного водного реестра России относится к Западно-Каспийскому бассейновому округу, водохозяйственный участок реки — Терек от впадения реки Малка до города Моздок. Речной бассейн реки — Реки бассейна Каспийского моря междуречья Терека и Волги.
Код объекта в государственном водном реестре — 07020000912108200005319.